# Ranakpur
 (septembre 2024).
Ranakpur est une petite cité du Rajasthan située dans la chaîne des Ârâvalli à une soixantaine de kilomètres au nord de la ville d'Udaipur. Elle tire son nom du raja Rana Kumbha. Le site doit sa notoriété à ses temples, majoritairement jaïns. Il fait en outre partie des cinq pèlerinages majeurs du jaïnisme.
C'est aussi à Ranakpur que se trouve également l'ancien quartier général de lord Mountbatten qu'il a utilisé pendant la Seconde Guerre Mondiale.

## Le temple d'Adinatha
Le temple le plus important, celui d'Adinatha (nom du premier des vingt-quatre tîrthankara du jaïnisme), est l'une des plus belles et plus vastes constructions jaïns de l'Inde. Il fut érigé par un riche marchand, Dharna Sah, qui, à la suite de la vision du temple achevé à cet endroit, approcha l'architecte Depaka et demanda l'aide du raja Kumbha qui lui accorda le terrain et l'assistance nécessaire[pas clair].
Le plan du temple est l'un des plus élaborés de toute l'architecture indienne. Il est d'une rigueur qu'on ne retrouve dans aucun des grands temples de l'architecture d'Inde du Sud. Harle ajoute à ce propos que le plan est « extrêmement complexe » et que « les grands temples de l'Inde du Sud, également séparés de l'extérieur par leurs hauts murs, apparaissent comme sans plan et chaotiques (unplanned and chaotic). »
La construction eut lieu au milieu du XVe siècle et aboutit à un temple immense, formé de 29 salles, comportant 80 coupoles portées par 420 piliers. Le bâtiment compterait un total de 1444 piliers, tous sculptés avec une ornementation différente. L'ensemble est construit en marbre blanc dont chaque centimètre est gravé, ornementé et sculpté de figures animales et végétales.
Le temple est aussi appelé Chaumukha, c'est-à-dire « quatre faces », car dans la cella on trouve quatre ouvertures axiales auxquelles font face quatre images de Jina (ou tîrthankara) adossés. Chacun regarde vers un des points cardinaux. La cella se trouve dans une salle cruciforme, dont chaque côté est formé par des piliers disposés en octogone, et couvert d'une coupole.

## Autres temples
Aux côtés de la merveille qu'est le temple d'Adinatha, on trouve deux autres temples jaïns du XVe siècle — l'un dédié à Neminâthaa et l'autre à Parshvanâtha, respectivement 21e et 23e Tîrthankaras — ainsi qu'un temple hindou dédié à Sûrya, datant du XIIIe siècle.

## Galerie

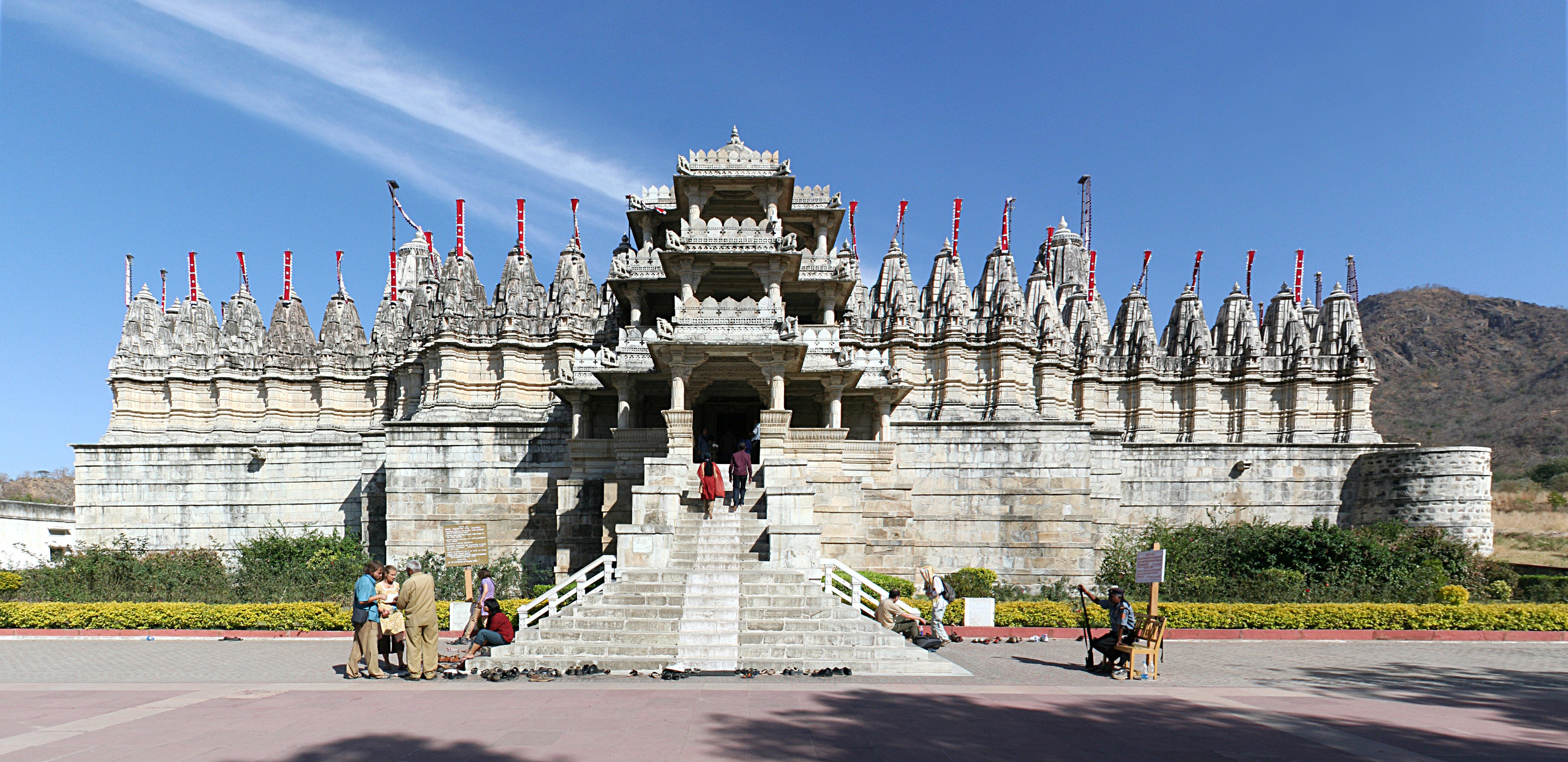
Façade principale et vue générale du temple.
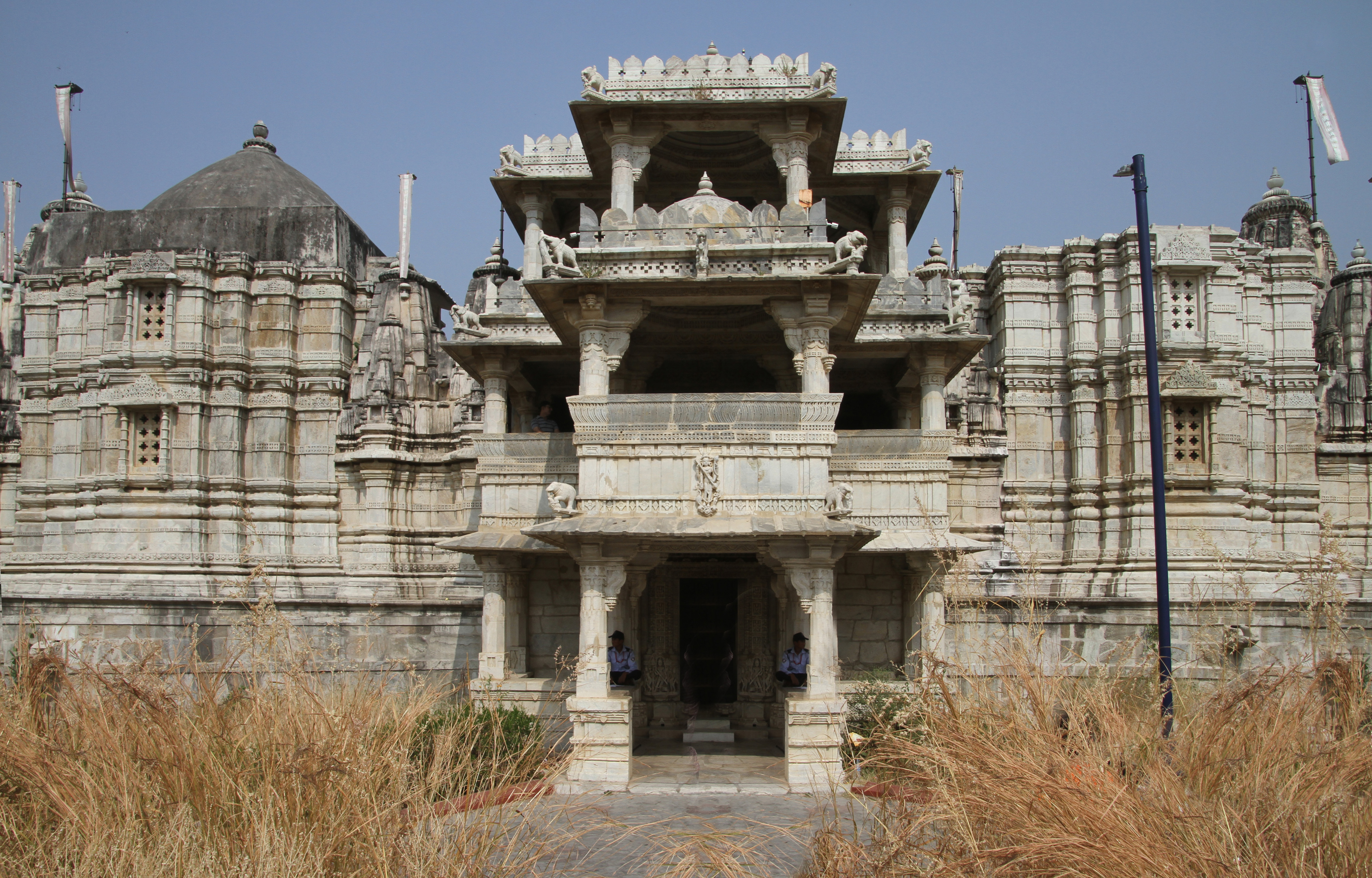
Vue de l'un des côtés.
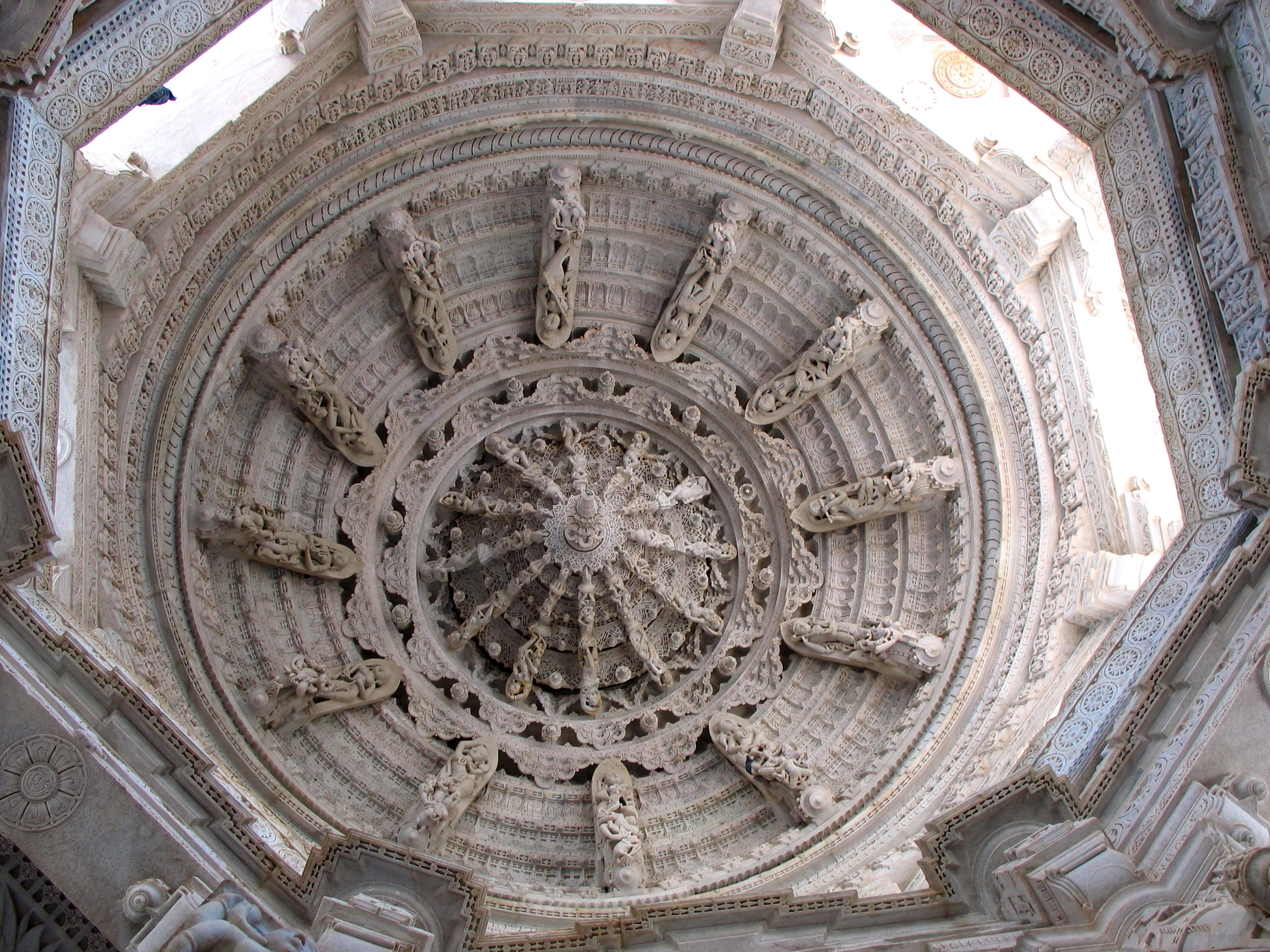
Une des coupoles du temple, reposant sur un octogone.
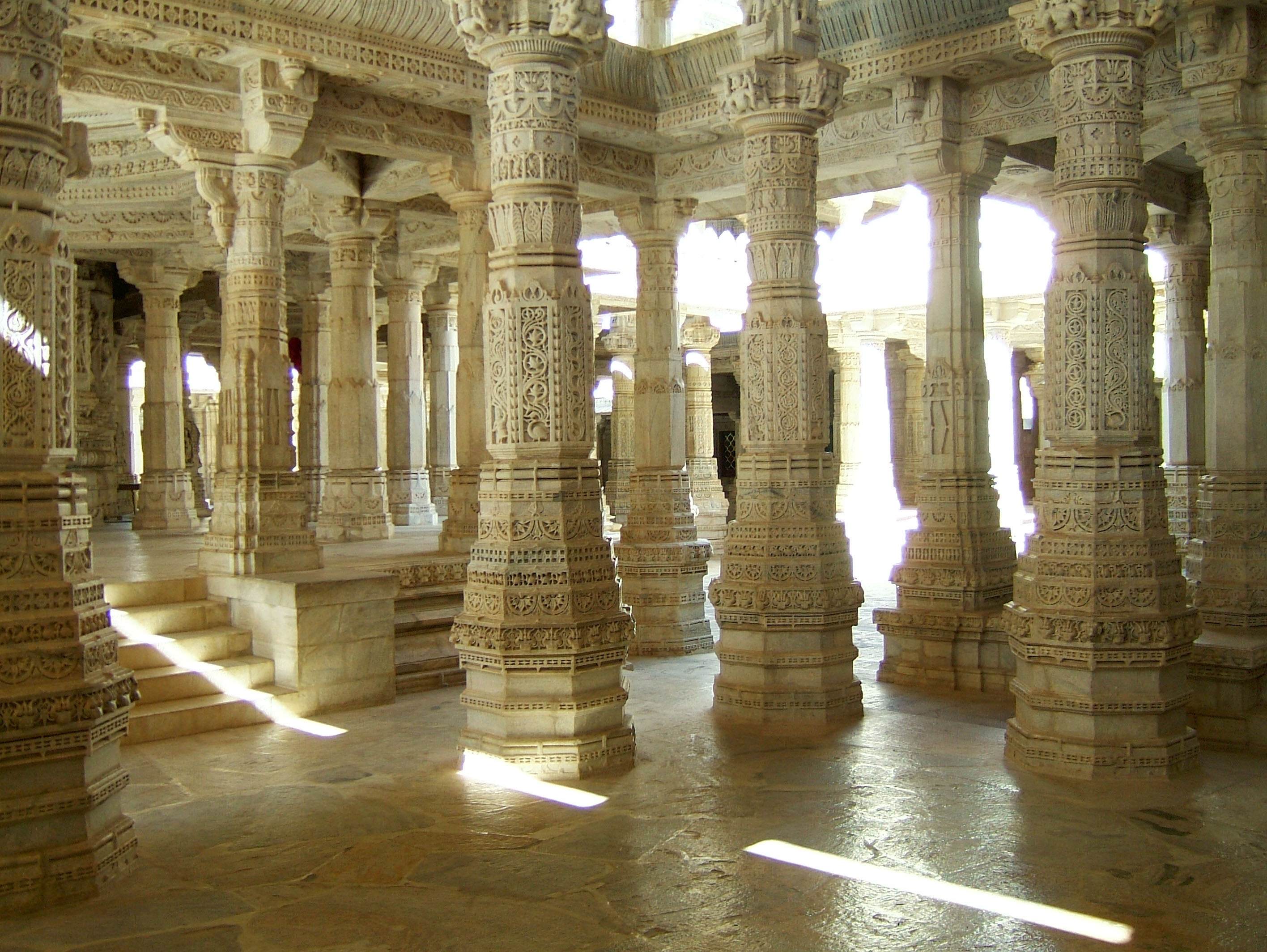
Piliers avec leur décor
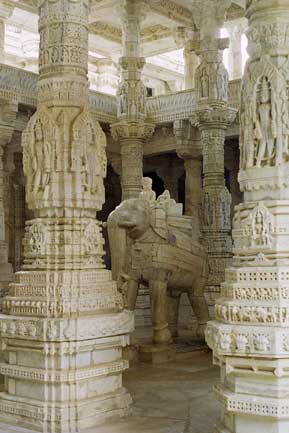
Piliers richement décorés, encadrant un éléphant.
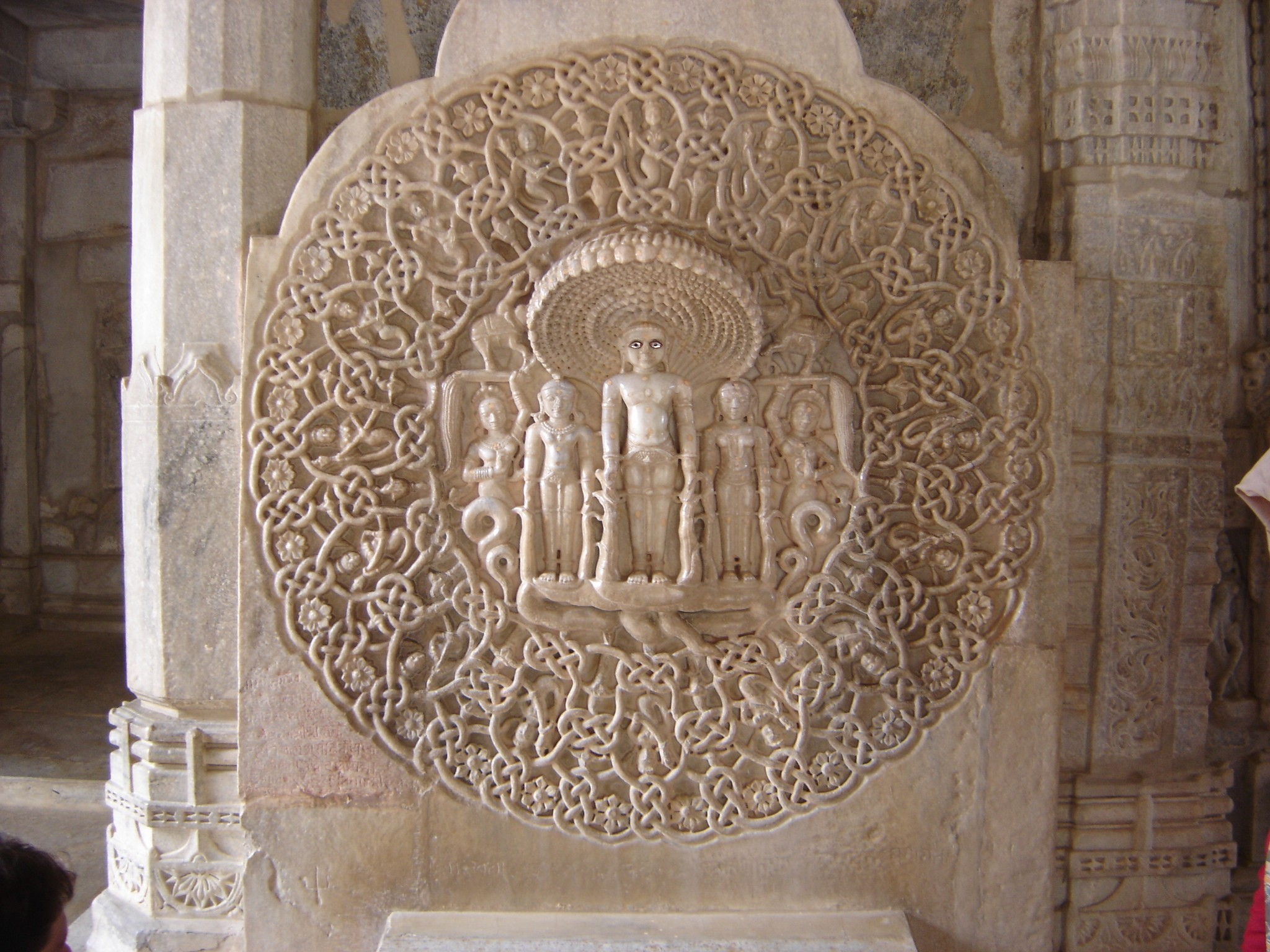
Un des Tîrthankara représentés dans le temple.
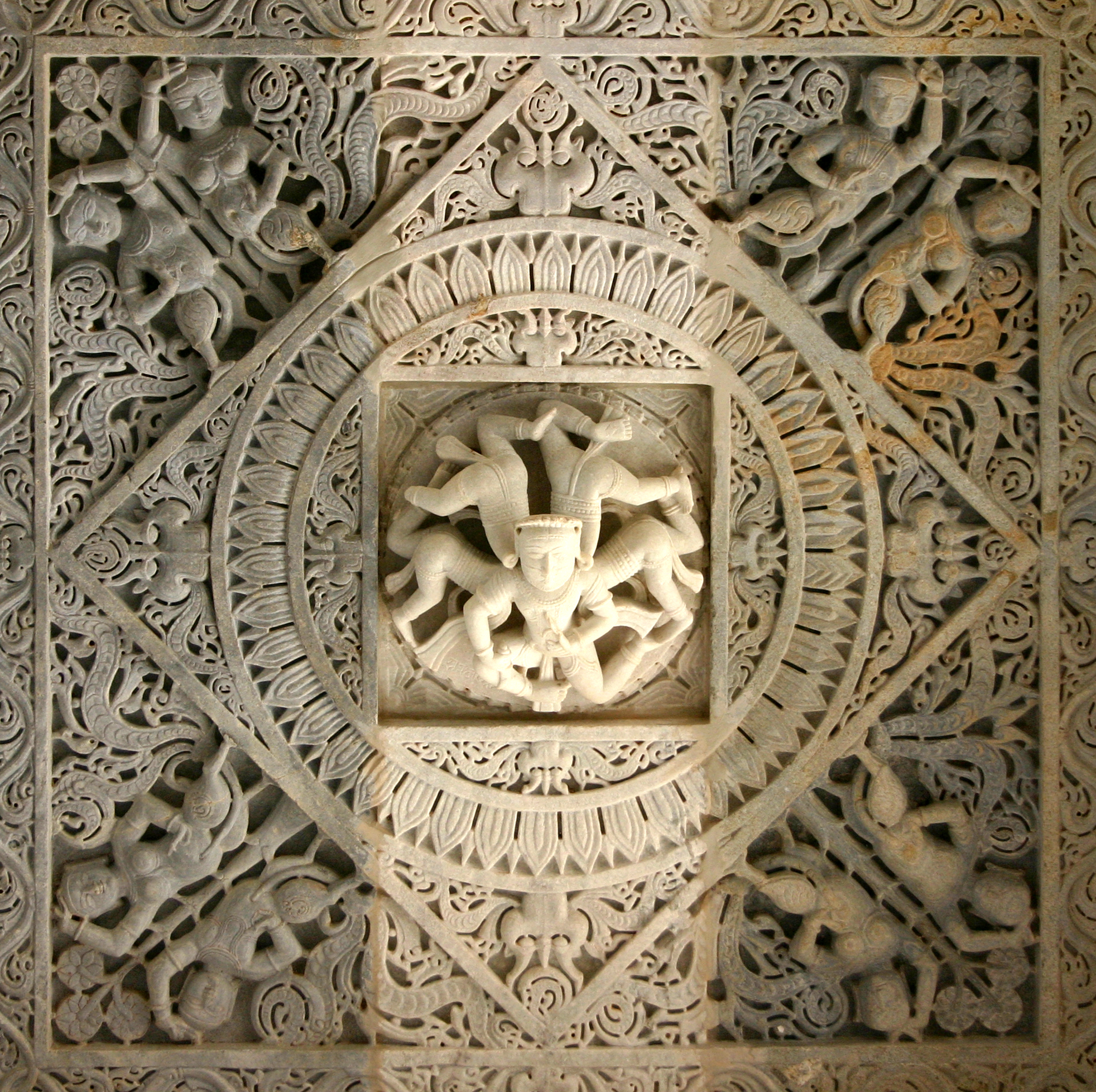
Ornement.
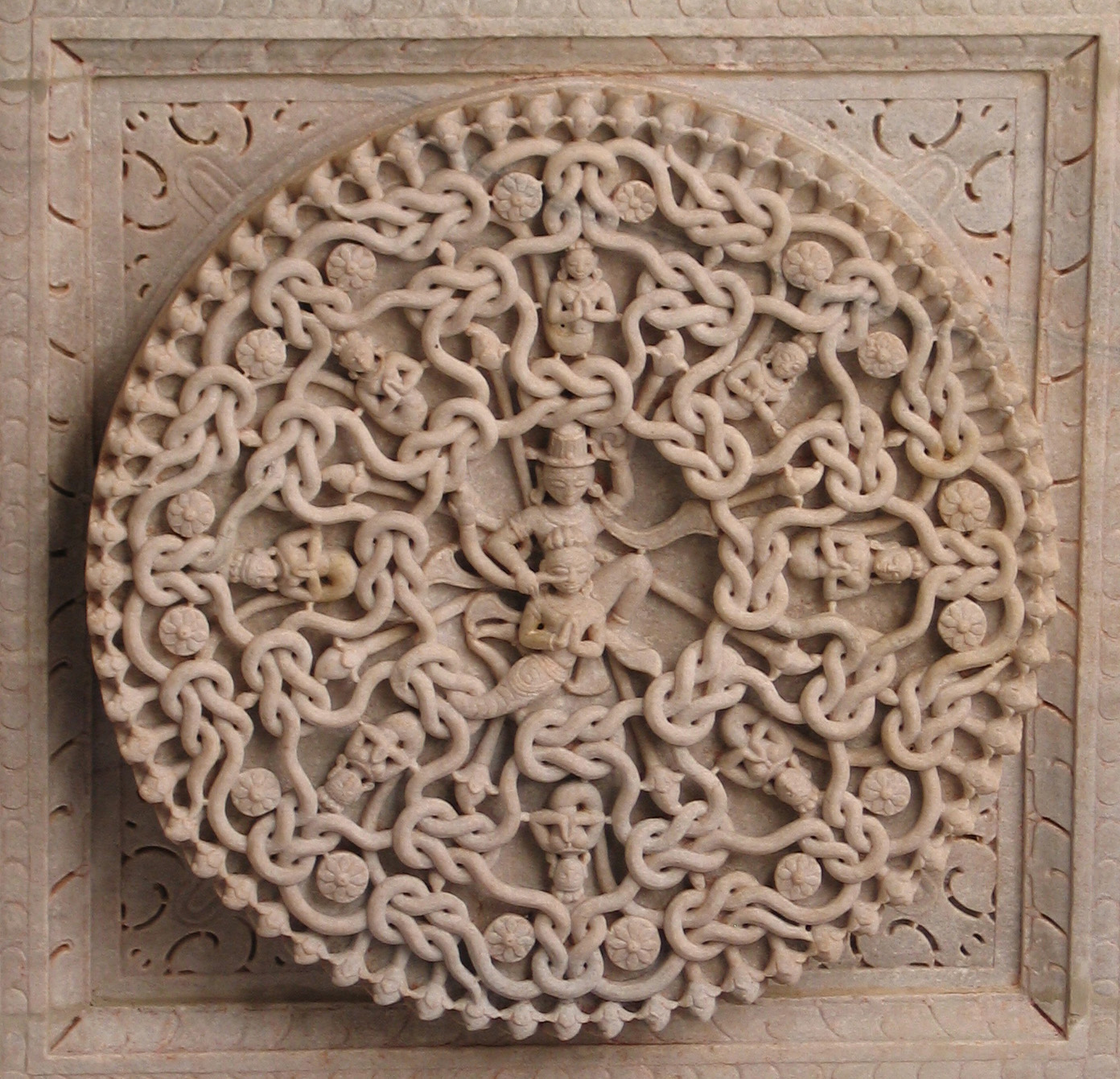
Ornement du plafond.
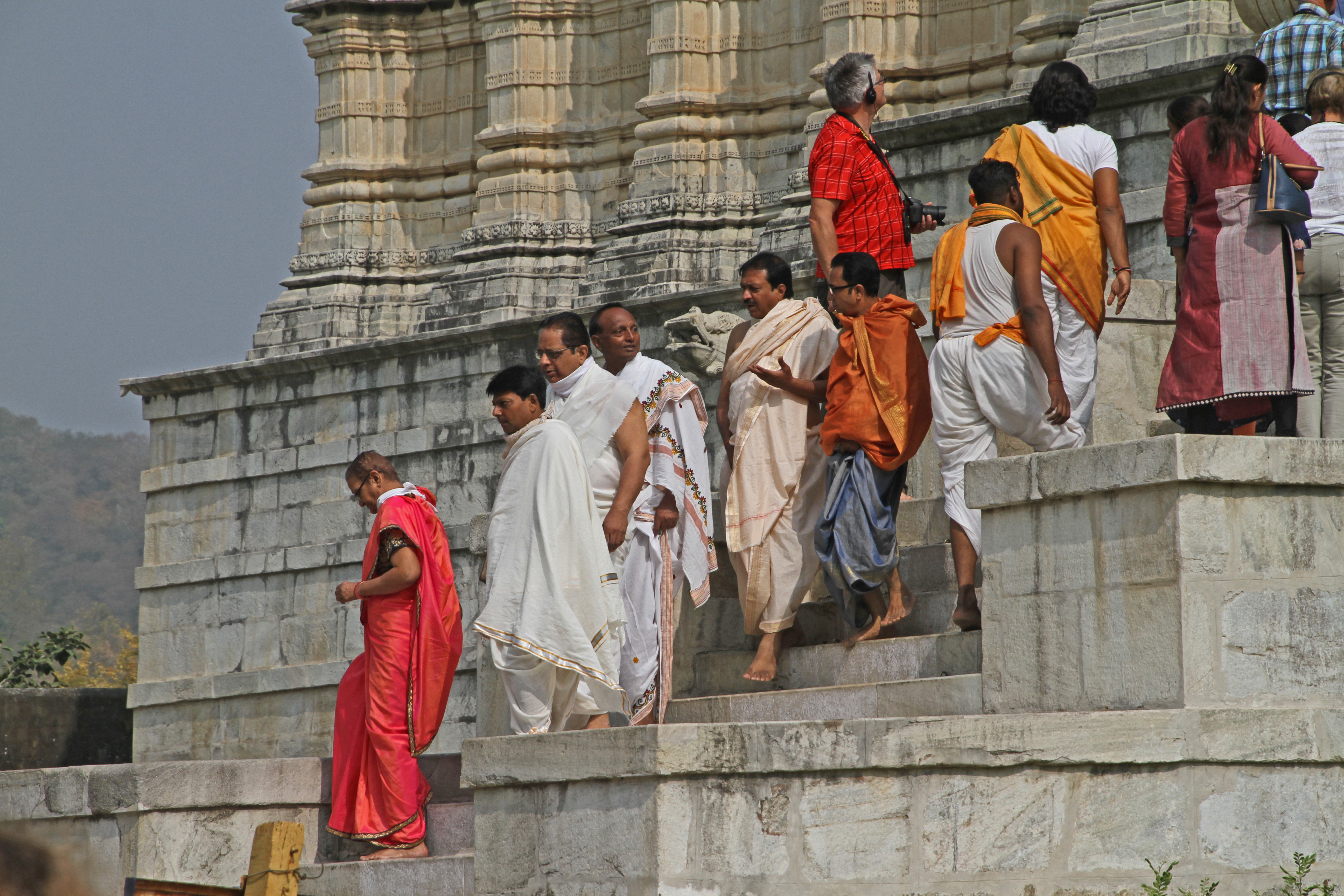
Pèlerins et visiteurs.